# Grundfrage der Philosophie
Als Grundfrage der Philosophie bezeichnet man eine Frage, deren Beantwortung für den Fortgang allen weiteren Philosophierens grundlegende Bedeutung hat. Diese große Bedeutung liegt darin begründet, dass mit der Beantwortung der Grundfrage (vgl. dazu auch Arché) Vorentscheidungen getroffen werden, die die Behandlung aller folgenden Probleme im Voraus bestimmt. Mit Hilfe der Grundfrage bzw. ihrer Beantwortung kann man sich innerhalb der Philosophie zurechtfinden. – Ob es allerdings überhaupt sinnvoll ist, dass die Philosophie ihren Ausgang (Anfang und Ende) in einer Grundfrage nimmt, ist Gegenstand vor allem postmoderner Kritik geworden.
Der Objektivismus leugnet die Grundfrage der Philosophie und lehnt den diesbezüglichen Kampf zwischen Materialismus und Idealismus ab.

## Bedeutung
Der Begriff der Grundfrage wird sowohl im Singular als auch Plural benutzt. So wird von Grundfragen der Ethik, der Erkenntnistheorie oder Ontologie geredet. Umso überraschender ist die Grundfrage der Philosophie als alleinige Grundfrage. Fragen auf eine einzige Grundfrage zurückzuführen, ist im verallgemeinernden Sinne zwar erstrebenswert, doch wird die Suche nach Antworten erschwert, z. B. wegen Vieldeutigkeit oder begrifflicher Unklarheit (siehe Weltformel).
Mit der Grundfrage der Philosophie soll die Beantwortung alle Fragen sämtlicher Gebiete der Philosophie, wie die der Metaphysik, die der Erkenntnistheorie  oder die der Ethik mit einer wesentlichen Frage im Zusammenhang stehen, auf ihr basieren. Im Umkehrschluss bedeutet dieses, dass alle philosophischen Fragen gleichartige Merkmale aufweisen müssen, dass letztlich der Gegenstand der Philosophie  eingegrenzt werden kann, dass die Welt ein einheitliches Ganzes ist (Monismus). Doch das wird heute eher in Abrede gestellt. Ganz dazu im Gegensatz der Materialismus, der die Philosophie als Wissenschaft der allgemeinsten Bewegungsgesetze der Natur, der menschlichen Gesellschaft und des Denkens erklärt, der monistisch von der Existenz nur einer Substanz, der Materie ausgeht.
L. Feuerbach hierzu:
„Die Frage, ob ein Gott die Welt geschaffen, die Frage nach dem Verhältnis überhaupt Gottes zur Welt,... . Ich bemerke ..., daß diese Frage zu den wichtigsten und zugleich schwierigsten Fragen der menschlichen Erkenntnis und Philosophie gehört, wie schon daraus erhellt, daß die ganze Geschichte der Philosophie sich eigentlich nur um diese Frage dreht, ... .“
Mit der Grundfrage der Philosophie grenzt sich der Materialismus von allen anderen Philosophien ab. Die idealistische Lösung der Grundfrage der Philosophie geht angeblich in allen Varianten vom Primat des Bewusstseins gegenüber der Materie aus.
Die Beantwortung der Grundfrage der Philosophie ist für alle anderen Wissenschaften und auch für das praktische Leben, insbesondere für die Politik und Ethik von Bedeutung mit z. B. der Frage, ob es objektive Werte jenseits subjektiver Wertvorstellungen und Wünsche gibt.

## Begriffsgeschichte

### Platon
Schon in der Antike hat Platon mit seiner so genannten Ideenlehre und Seelenlehre das Verhältnis von Gegenständen und Erkenntnissen untersucht.
Er unterscheidet zwischen sinnlich Wahrnehmbarem und sinnlich nicht Wahrnehmbarem. Für ihn ist Erkenntnis Wiedererinnerung an Ideen, welche die Seele vor ihrem Eintritt in den Körper an einem „überhimmlischen“ Ort geschaut hat. Erkenntnis und Wissen verweisen daher auf ein Reich der Ideen. Was der Mensch durch die Einkörperung vergessen hat (Leib-Seele-Problem), kann er mit Hilfe von Sinneswahrnehmungen und Gesprächen und durch die Anleitung eines Lehrers wiedererlangen.
Die Sinneswahrnehmungen beziehen sich auf reale materielle Körper und vermitteln der Seele die Wiedererinnerung entsprechender (göttlicher) Ideen. Die Ideen sind für ihn auf Grund ihres göttlichen Charakters das Wesentliche, das Primäre.

### Descartes
Descartes wird als einer der Begründer der neueren Philosophie bezeichnet. Weltanschaulich ist er Dualist. Er geht von zwei voneinander unabhängigen ewigen Substanzen aus: der materiellen Substanz und der geistigen Substanz. Die merkwürdige „Übereinstimmung“ von körperlicher und geistiger Welt – ihr „Wissen“ voneinander – wird letztlich mit Gott als unendliche und unerschaffbare Substanz erklärt. Erkenntnistheoretisch hält Descartes an eingeborenen Ideen fest.

### Hobbes
Hobbes lehnt Descartes’ eingeborene Ideen ab. Wahrnehmungen im menschlichen Bewusstsein sind für ihn Abbilder der Dinge. Er reduziert die Materie auf die körperliche Wirklichkeit und ihre Bewegungen. Selbst die geistige Tätigkeit versteht er so.
Damit beantwortet er die Grundfrage der Philosophie als erster in der Neuzeit konsequent materialistisch.

### Fichte
Für Fichte gibt es nur zwei konsequente philosophische Systeme: das idealistische, das das Sein aus dem Denken ableitet – Fichte bezeichnet dieses als Vollendung des Idealismus – und das materialistische, das die Vorstellung aus dem Ding ableitet. Jedes dieser beiden Systeme sei so weit in sich konsistent, dass keines das andere direkt widerlegen kann. Fichte bemängelt den mechanischen Charakter des damaligen Materialismus, der angeblich den Geist zum Ding macht und ihm seine Freiheit abspricht. Von ihm stammt der berühmte Spruch: „Was für eine Philosophie man wähle, hängt davon ab, was man für ein Mensch ist; ..“

### Engels
Friedrich Engels verweist 1886 in Ludwig Feuerbach und der Ausgang der klassischen deutschen Philosophie darauf, dass es ein Problem gibt, von dessen Lösung jede andere philosophische Entscheidung abhängt:
„Die große Grundfrage aller, speziell neueren Philosophie ist die nach dem Verhältnis von Denken und Sein ..., des Geistes zur Natur ... Die Frage: Was ist das Ursprüngliche, der Geist oder die Natur? ... Je nachdem diese Frage so oder so beantwortet wurde, spalteten sich die Philosophen in zwei große Lager. Diejenigen, die die Ursprünglichkeit des Geistes gegenüber der Natur behaupteten, also in letzter Instanz eine Weltschöpfung irgendeiner Art annahmen ... bildeten das Lager der Idealisten. Die anderen, die die Natur als das Ursprüngliche ansehen, gehören zu den verschiedenen Schulen der Materialisten.“ Diese Sichtweise wird besonders vom Dialektischen Materialismus und ähnlichen vom Marxismus bestimmten Theoriegebäuden gepflegt.

### Lenin
Erst mit dem Begriff der Materie (Philosophie) als objektive Realität – in der Physik lediglich Synonym für Stoffe - als das Disjunkte zum Bewusstsein zum Beginn des 20. Jahrhunderts wurde die Grundfrage der Philosophie als die Frage nach dem Verhältnis von Materie und Bewusstsein formuliert. Da die Begriffe Materie und Bewusstsein als philosophische Grundbegriffe (Kategorien) nicht auf andere Begriffe zurückführbar sind, können sie nur durch Gegenüberstellung und Klärung ihres Verhältnisses zueinander bestimmt werden. Zugespitzt wird die Grundfrage der Philosophie in der Frage nach dem Primären: Materie oder Bewusstsein? Es sind nur zwei Antworten möglich, wenn Materie und Bewusstsein als disjunkte Begriffe definiert werden – was auch die Sinnhaftigkeit dieser Begriffe ausmacht. Die Materialisten sehen in der Materie das Primäre, die Idealisten im Bewusstsein. Die Materialisten erklären das Bewusstsein als Produkt der Materie. Die objektiven Idealisten trennen das menschliche Bewusstsein vom Subjekt als selbständige objektive Wesenheit, die subjektiven Idealisten erklären die Bewusstseinsinhalte durch Betonung der sinnlichen Erkenntnis als das Primäre.

### Heidegger
Im Zuge seines Projekts der Überwindung der Metaphysik – also auch metaphysischer Unterscheidungen wie Idealismus und Materialismus – führt Martin Heidegger die Unterscheidung zwischen Leitfrage und Grundfrage ein. Dabei bezeichnet Leitfrage das metaphysische Fragen nach dem Seienden als Seienden und dem Sein des Seienden (Geist/Materie), die dann in der Metaphysik und Ontologie seit Platon und Aristoteles zu verschiedenen Antworten führte, während hingegen Heidegger mit seiner Formulierung der Grundfrage auf das Sein als solches abzielte, also die im Laufe der Geschichte verschiedenen Ver- und Entbergungen des Seins im Ereignis untersuchte. Ziel ist es damit, nicht mehr das Sein zu bestimmen, sondern zu untersuchen, wie es überhaupt zu solchen Bestimmungen kam.
Mit der Unterscheidung von Grund- und Leitfrage geht also für Heidegger eine Ablehnung des vormaligen Konzepts der Grundfrage einher. Heidegger sieht in metaphysischen Leitfragen nach dem obersten Seienden (bspw. Geist/Materie) zwar das bestimmende Moment der Philosophiegeschichte. Mit seiner Neuformulierung der Grundfrage lehnt er dieses Vorgehen jedoch ab und setzt an diese Stelle eine ganz anders formulierte Grundfrage: Warum überhaupt und in welcher Weise bilden sich im Laufe der Geschichte die verschiedenen metaphysischen Bestimmungen aus? Heidegger versucht darauf in seinen Schriften zur Seinsgeschichte Antworten zu geben.